# Borís Koretski
Borís Koretski   (Síversk, 1 de gener de 1961) és un tirador d'esgrima ucraïnès ja retirat, guanyador d'una medalla olímpica.
El 1988, sota bandera de la Unió Soviètica, va prendre part en els Jocs Olímpics d'Estiu de Seül, on va disputar dues proves del programa d'esgrima. En la prova del floret per equips va guanyar la medalla d'or, mentre en la prova del floret individual fou setzè.
En el seu palmarès també destaquen tres medalles en el Campionat del món d'esgrima, una d'or i dues de bronze, entre les edicions del 1985 i del 1990. El 1989 guanyà el campionat soviètic de floret individual.
Una vegada retirat va exercir d'entrenador, entre d'altres, de l'equip nacional de floret de Bielorússia.